# Barão do Salgueiro
Barão do Salgueiro é um título nobiliárquico criado por D. Luís I de Portugal, por Decreto de 10 de Dezembro de 1864, em favor de Manuel José de Pinho Soares de Albergaria.
Titulares
1. Manuel José de Pinho Soares de Albergaria, 1.º Barão do Salgueiro;
2. José de Faria Pinho e Vasconcelos Soares de Albergaria, 2.º Barão do Salgueiro.